# Kurniawan Dwi Yulianto
Kurniawan Dwi Yulianto, född 13 juli 1976 i Magelang, Jawa Tengah, är en indonesisk före detta fotbollsspelare (anfallare). På grund av sin kroppsbyggnad kallas han ofta "Kurus" ("slank" på indonesiska).
Yulianto är en av få indonesiska fotbollsspelare som har spelat i Europa. Under en kort period spelade han för UC Sampdoria, men på grund av problem med det indonesiska fotbollsförbundet hindrades han från fortsatt spel där. Senare spelade han i FC Luzern i den schweiziska ligan innan han återvände till Indonesien.
Yulianto gjorde 59 landskamper och 33 mål för det indonesiska landslaget.

## Meriter
PSM Makassar
- Indonesiska ligan: 2000

Persebaya Surabaya
- Indonesiska ligan: 2004